# George Lambert (malíř)
George Washington Thomas Lambert ARA (13. září 1873, Petrohrad, Rusko – 29. května 1930, New South Wales, Austrálie) byl australský umělec, známý především jako portrétista a válečný umělec první světové války.

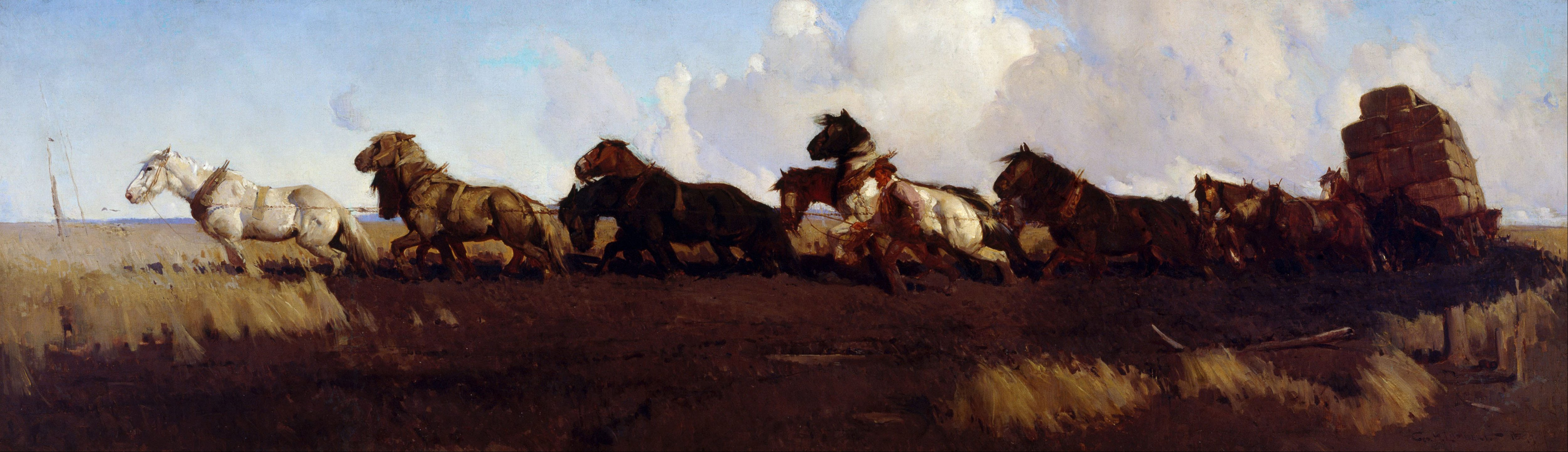
Across the Black Soil Plains

## Životopis
Georg Lambert se narodil v Petrohradě v Rusku po smrti svého otce George Washingtona Lamberta (1833, zemřel 25. července 1873 v Londýně). Jeho otec pocházel z Baltimore ve státě Maryland. Lambertova matka byla Angličanka Annie Matilda, rozená Firth. Annie se synem se brzy po otcově smrti přestěhovali do německého Württembergu, kde žili s dědečkem Annie. Lambert chodil do školy Kingston College v Somersetu. Rodina, kterou nyní tvořil Lambert, jeho matka a tři sestry, se rozhodla emigrovat do Austrálie. Do Sydney přicestovali na palubě lodi Bengal 20. ledna 1887.

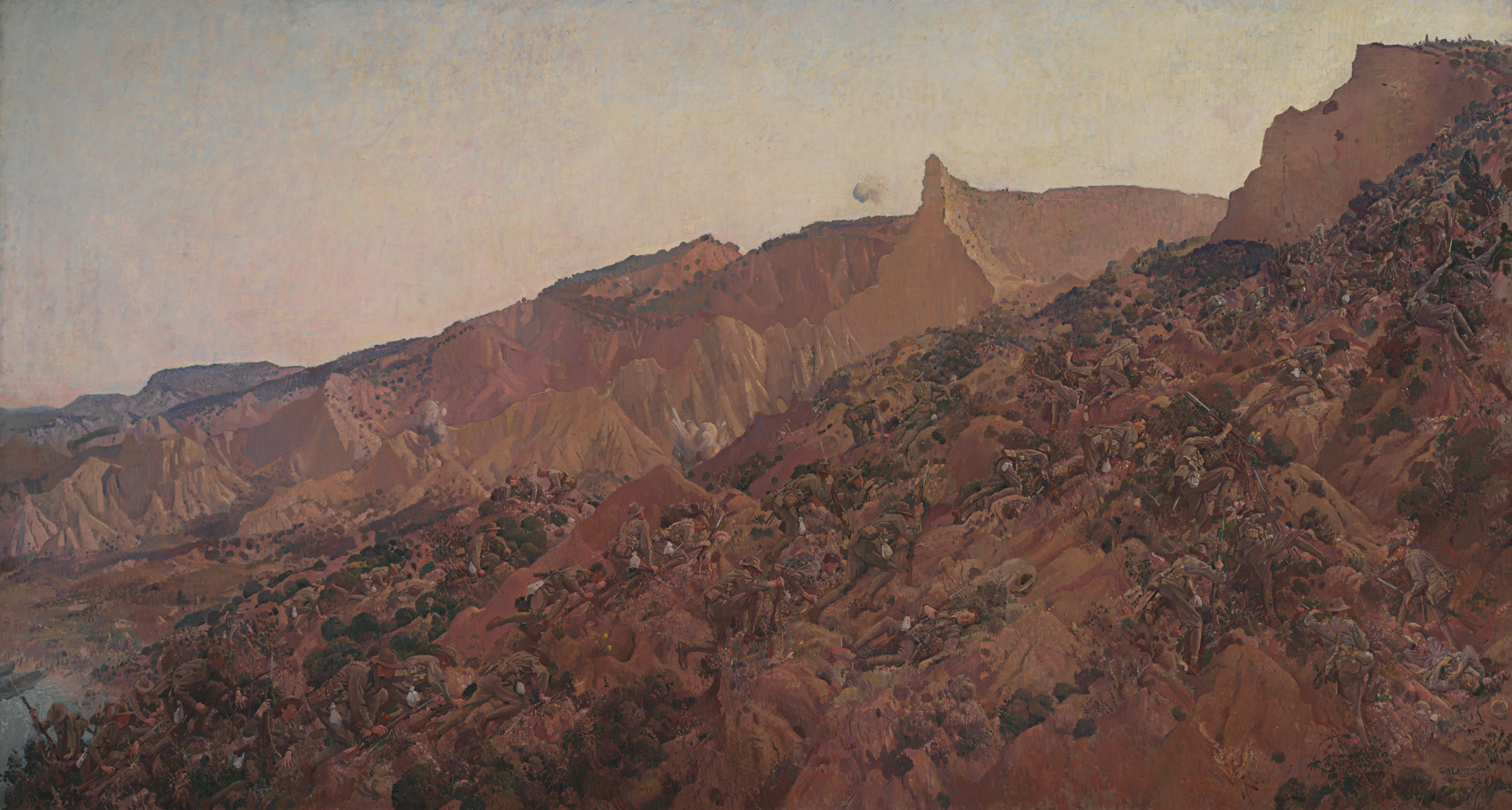
Anzac, the landing 1915

## Kariéra
Lambert začal svou uměleckou kariéru v roce 1894. Vystavoval své obrazy ve společnosti umělců Art Society a v Society of Artists (Společnost umělců byla vlivná skupina progresivních umělců se sídlem v Sydney, která pořádala každoroční výstavy od roku 1895 do šedesátých let minulého století. Společnost zahrnovala mnoho z nejlepších australských umělců té doby. V polovině šedesátých let zanikla.) V roce 1895 Lambert přispíval perokresbami pro magazin The Bulletin, který v Sydney vycházel. Malovat na plný úvazek začal v roce 1896. Lambertovy ilustrace byly součástí antologií balad z buše Fair girls and gray horses (1898) a Hearts of gold (1903) skotsko-australského básníka Williama Henry Ogilvieho (1869–1963).
V roce 1899 získal cenu Wynne Prize (australská cena za krajinomalbu nebo figurální sochařství. Je to jedna z nejdéle existujících australských uměleckých cen, byla založena v roce 1897 z odkazu Richarda Wynna). Je udělována každoročně za „nejlepší krajinomalbu australských scenérií v olejích nebo akvarelech nebo za nejlepší příklad figurální plastiky australských umělců dokončených během posledních 12 měsíců před datem uzávěrky přihlášených prací. Lambert získal cenu za obraz Across the Black Soil Plains. Do roku 1900 studoval na umělecké škole Juliana Ashtona v Sydney. Později získal stipendium 150 liber od vlády Nového Jižního Walesu, které mohl použít na umělecké vzdělávání. Strávil rok v Paříži, poté se přestěhoval do Londýna, kde vystavoval na Royal Academy. V roce 1911 získal na mezinárodní výstavě v Barceloně stříbrnou medaili za svůj obraz The Sonnet. V té době byl znám hlavně jako portrétista.

## Válečný umělec
Lambert se stal oficiálním australským válečným umělcem v roce 1917 během první světové války. Jeho obraz Anzac, the landing 1915, zobrazující vylodění vojáků na poloostrově Gallipoli v Turecku v roce 1915 je největším obrazem ve sbírce australského válečného památníku. Lambert jako čestný kapitán odcestoval v roce 1919 do Gallipoli, aby vytvořil náčrtky k obrazu. Další známou prací je obraz A Sergeant of the Light Horse (1920), namalovaný v Londýně po jeho návratu z cest po Palestině.
Během válečných let strávil George Lambert hodně času v Londýně, kde měl pravděpodobně vztah s australskou umělkyní Aletheou Mary Proctor (2. října 1879 - 29. července 1966).

## Návrat do Austrálie
Lambert se vrátil do Austrálie v roce 1921, kde měl úspěšnou samostatnou výstavu v Melbourne v galerii Fine Art Society. V roce 1922 se stal členem londýnské Royal Academy. Často navštěvoval usedlost plukovníka Granville Ryrie v Michelagu v Novém Jižním Walesu. Plukovník byl členem australského Australian Light Horse (jednotky kavalerie a jízdní pěchoty sloužící v druhé búrské válce a v první světové válce.) Lambert tam namaloval obrazy The Squatter's Daughter a Michelago Landscape.
V roce 1922 se přihlásil do druhého ročníku nejprestižnější australské umělecké ceny za portrét, soutěže "Archibald Prize". Lambertova práce diskvalifikována, protože minulých dvanáct měsíců nežil v Austrálii. Třetí rok přihlásil svůj autoportrét, soutěžil s Williamem Macleodem, který přihlásil kresbu pro The Bulletin nazvanou 'Hop' Hopkins, portrét Livingstona Hopkinse. V roce 1927 získal cenu "Archibald Prize" za obraz Mrs. Annie Murdoch.
V listopadu 1927 byl pověřen vytvořením sochy spisovatele Henryho Lawsona; socha byla odhalena v Sydney dne 28. července 1931 guvernérem Nového Jižního Walesu, sirem Philipem Game.

## Osobní život
Lambert se oženil s Amelií Beatrice 'Amy' Absell (1872–1963) v roce 1900. Jejich dětmi byli Maurice Lambert (1901–1964), známý sochař a člen Royal Academy (Královské akademie v Londýně) a Constant Lambert, britský skladatel a dirigent, který se narodil v Londýně v r. 1905. Kit Lambert (1935–1981), manažer rockové skupiny The Who, byl jejich vnukem.
Lambert zemřel 29. května 1930 v Austrálii, v Cobbitty poblíž Camdenu v Novém Jižním Walesu a je pohřben v anglikánské sekci hřbitova South Head.
Některé z jeho rodinných dokumentů z let 1874 až 1942 jsou uloženy ve Státní knihovně Nového Jižního Walesu v Sydney.

## Galerie

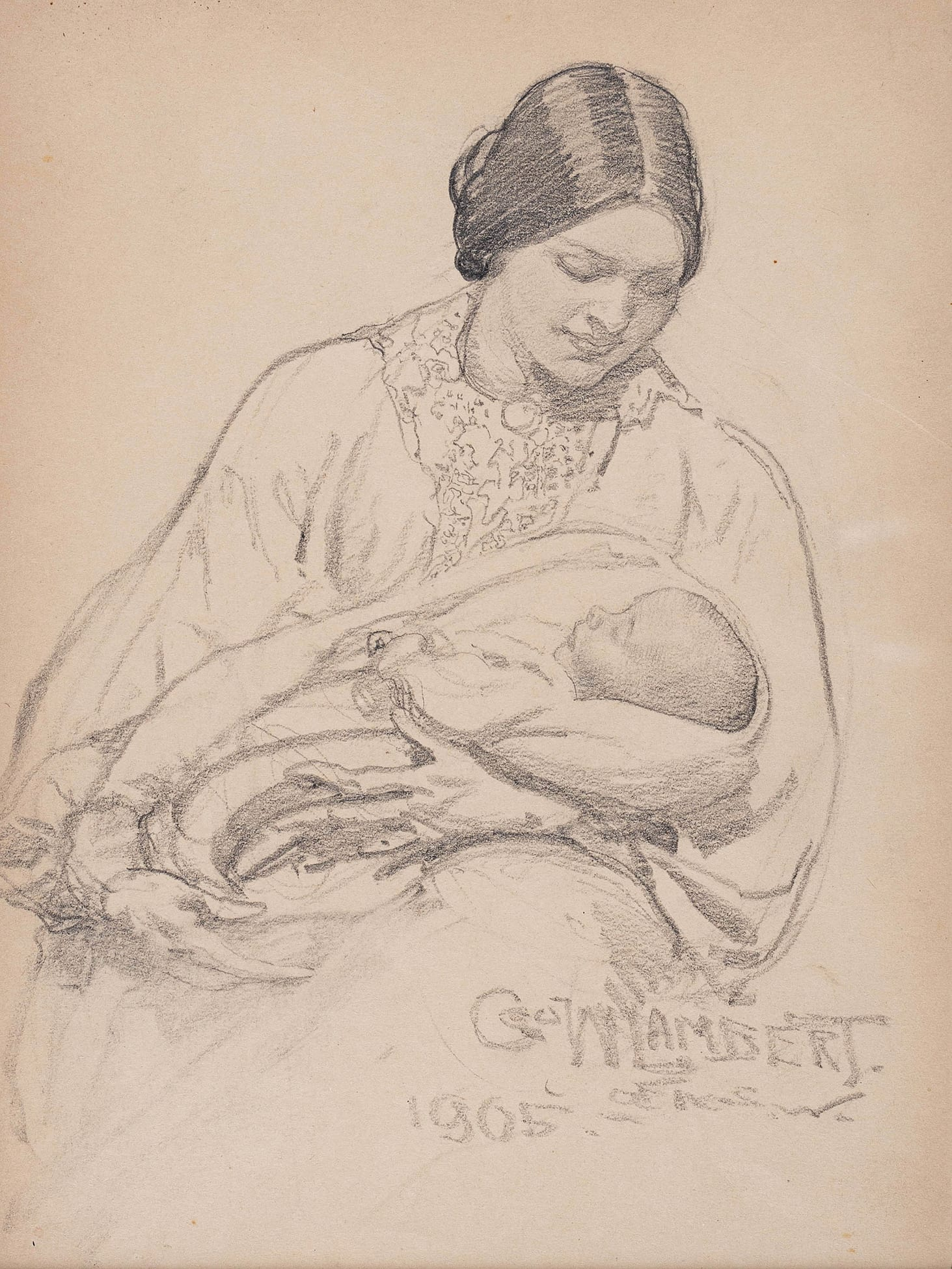
Lambertova žena Amy se synem, Constantem
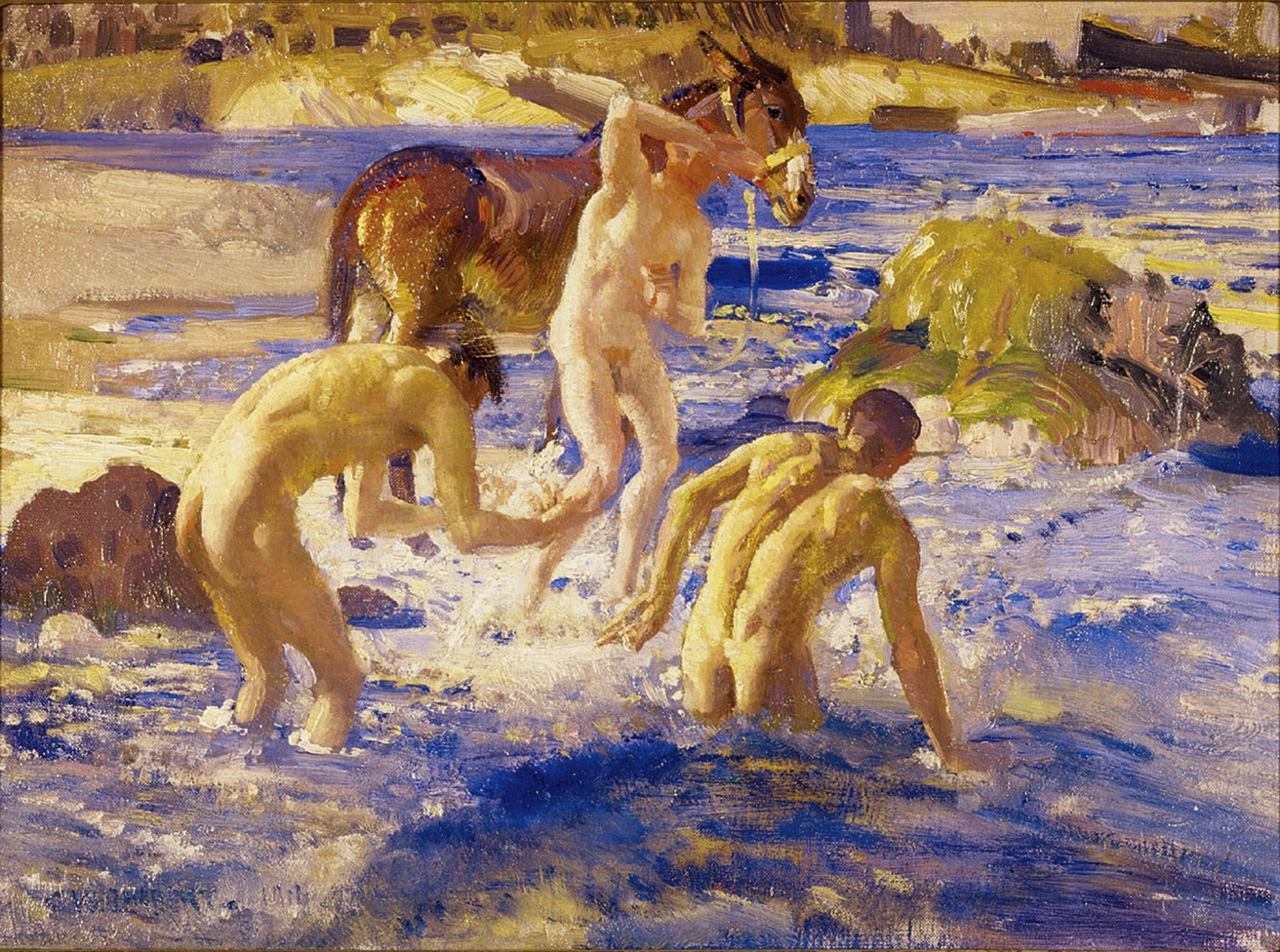
Anzacs Bathing in the Sea (Koupání v moři)
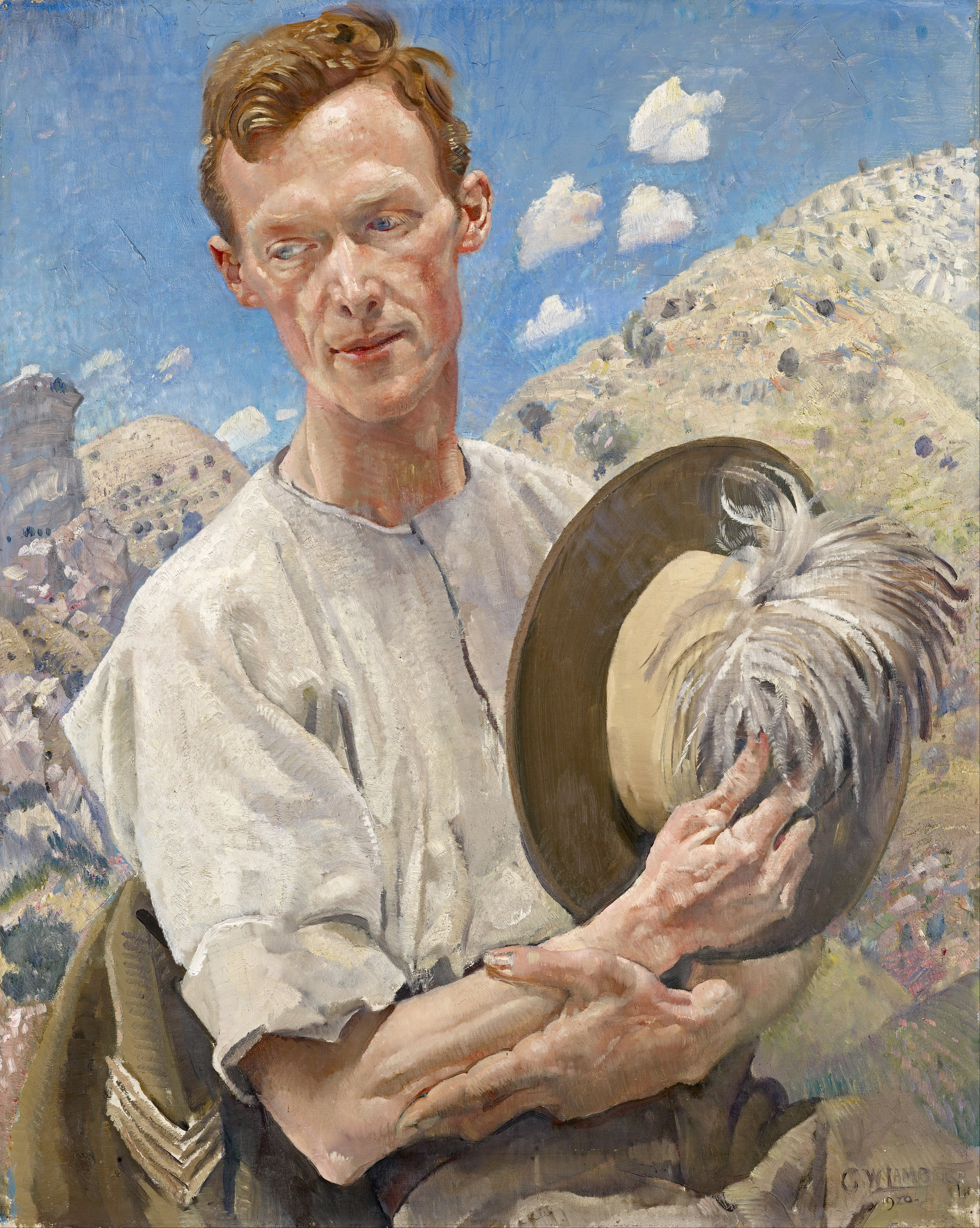
Sergeant of the Light Horse
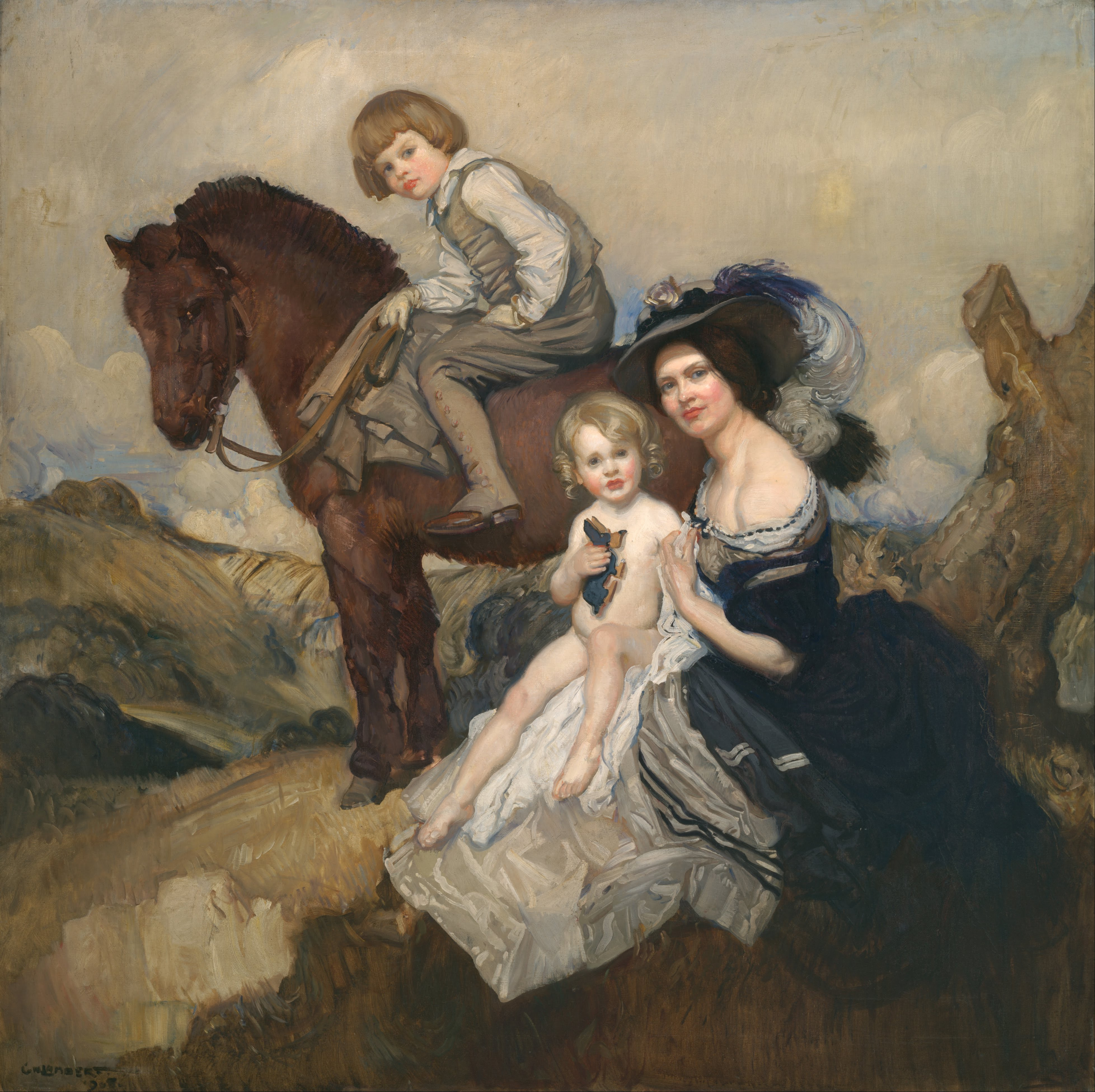
Rodinný portrét
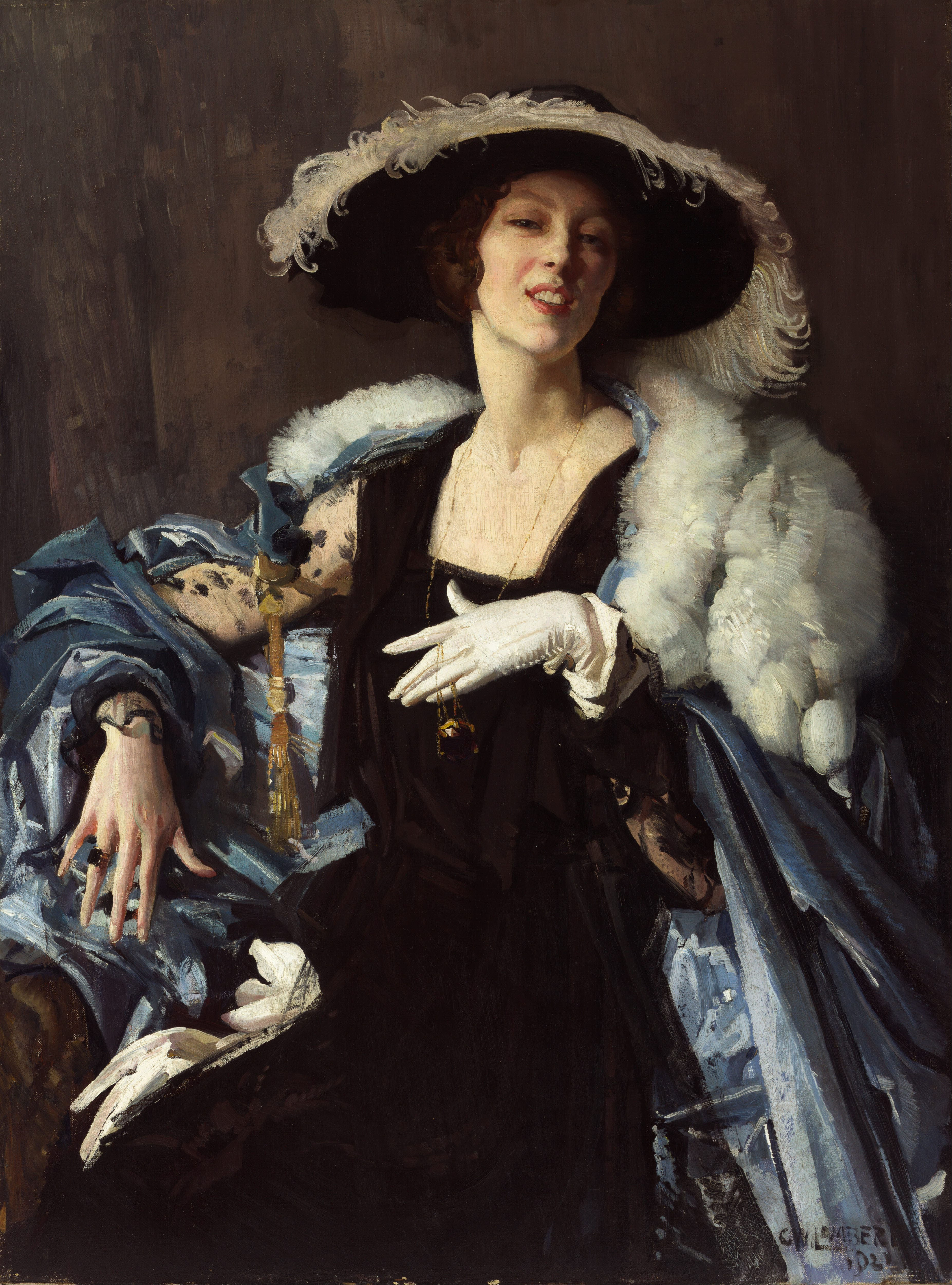
The White Glove (Bílá rukavice)
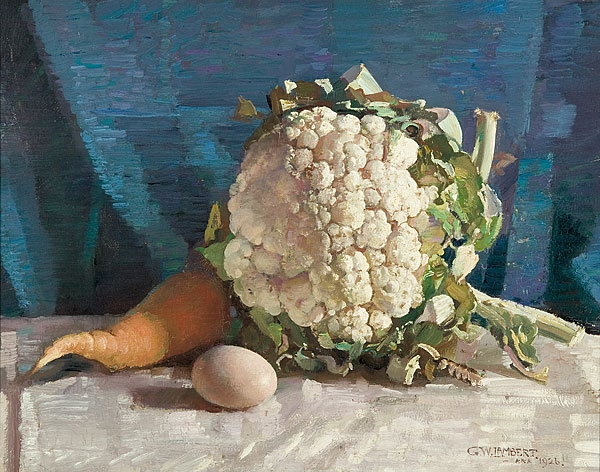
Egg and cauliflower still life
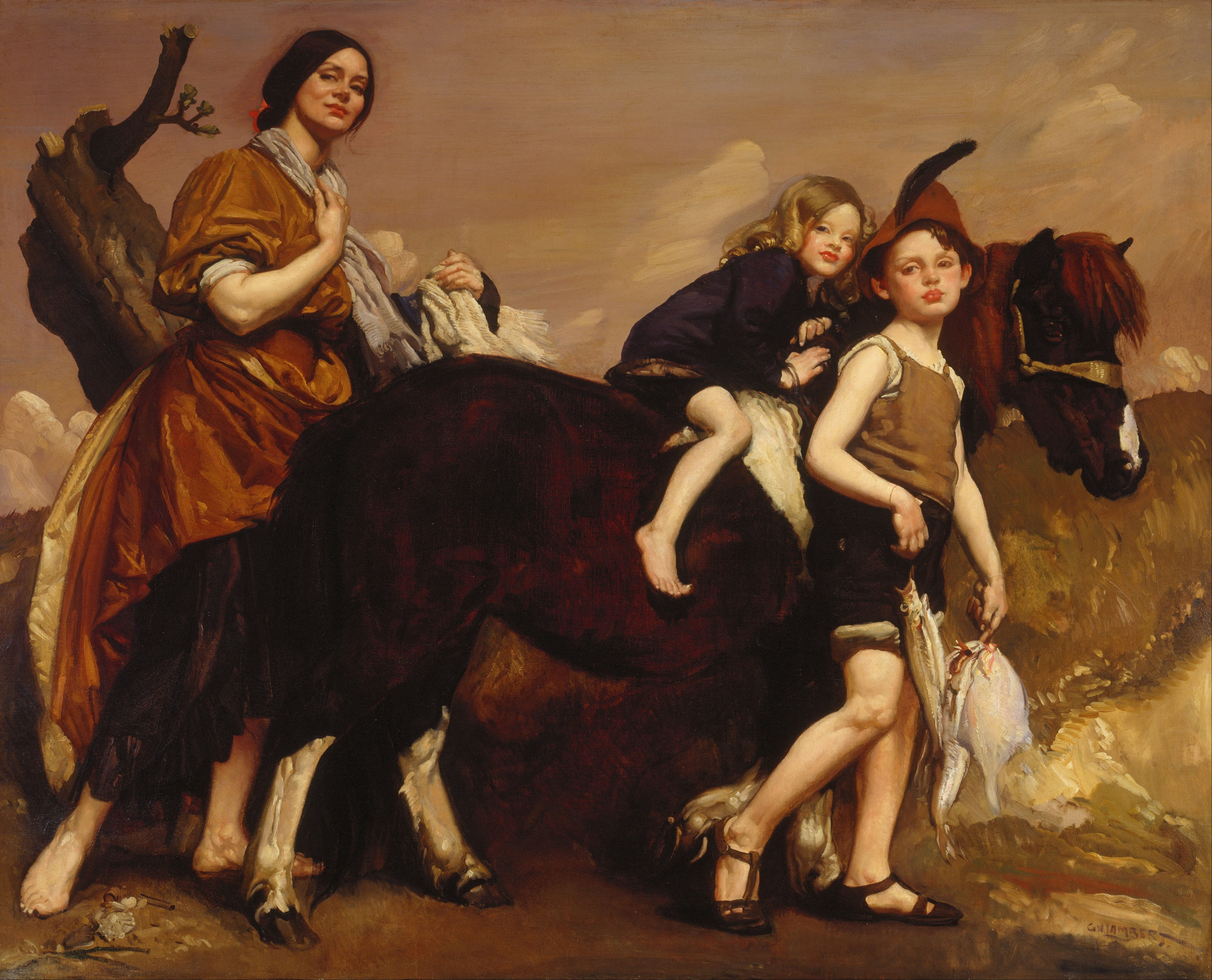
Holiday in Essex (Prázdniny v Essexu)'Portrét They Proctor)
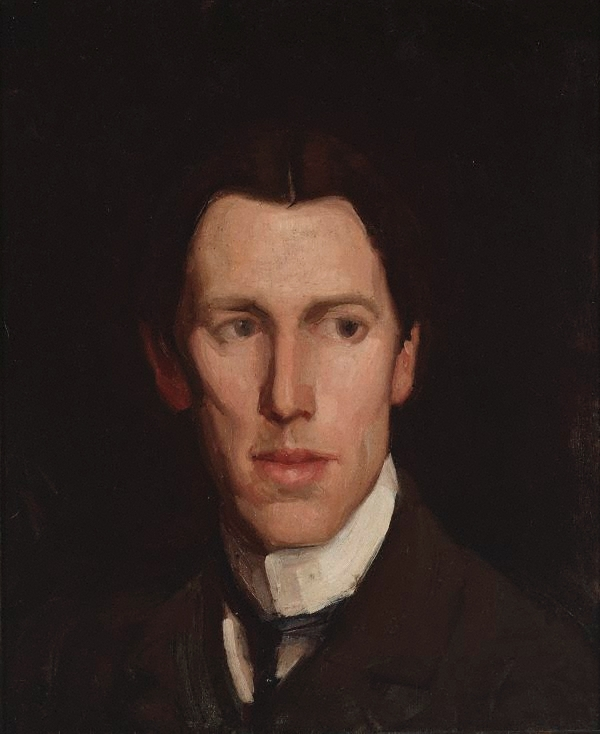
Hugh Ramsay
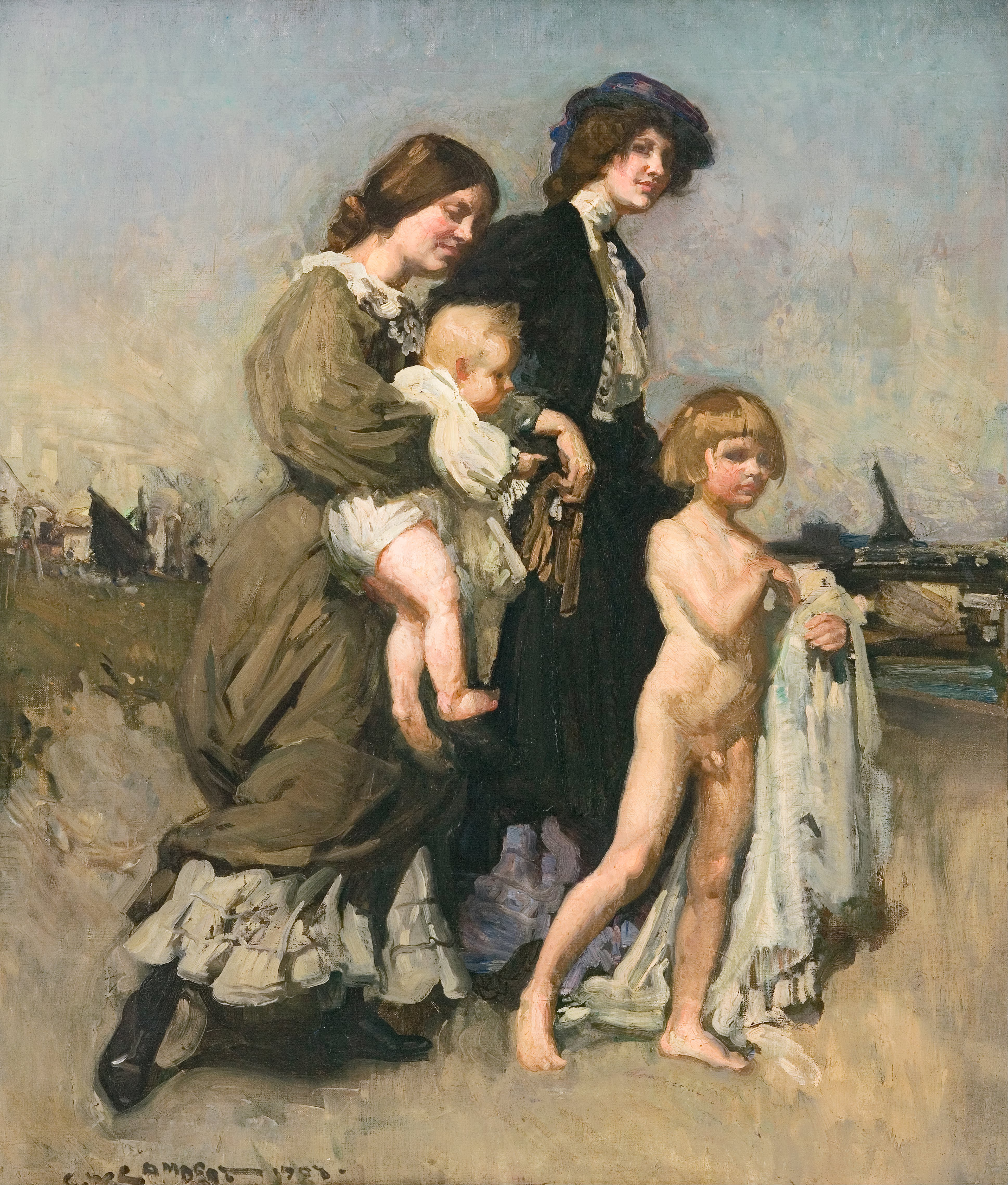
The Holiday Group (The Bathers)
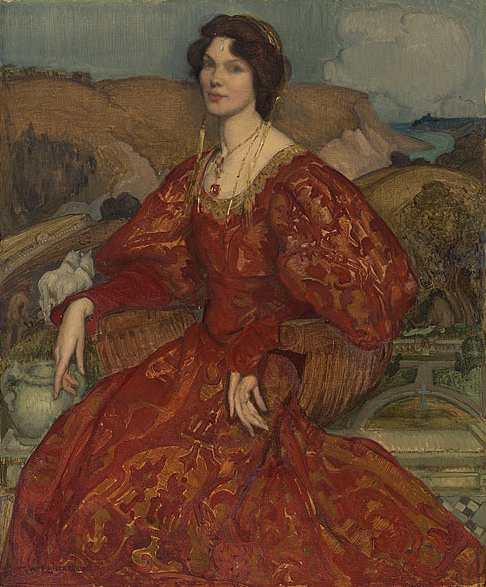
Sybil Waller in a Red and Gold Dress (Sybil Waller v červeno zlatých šatech)
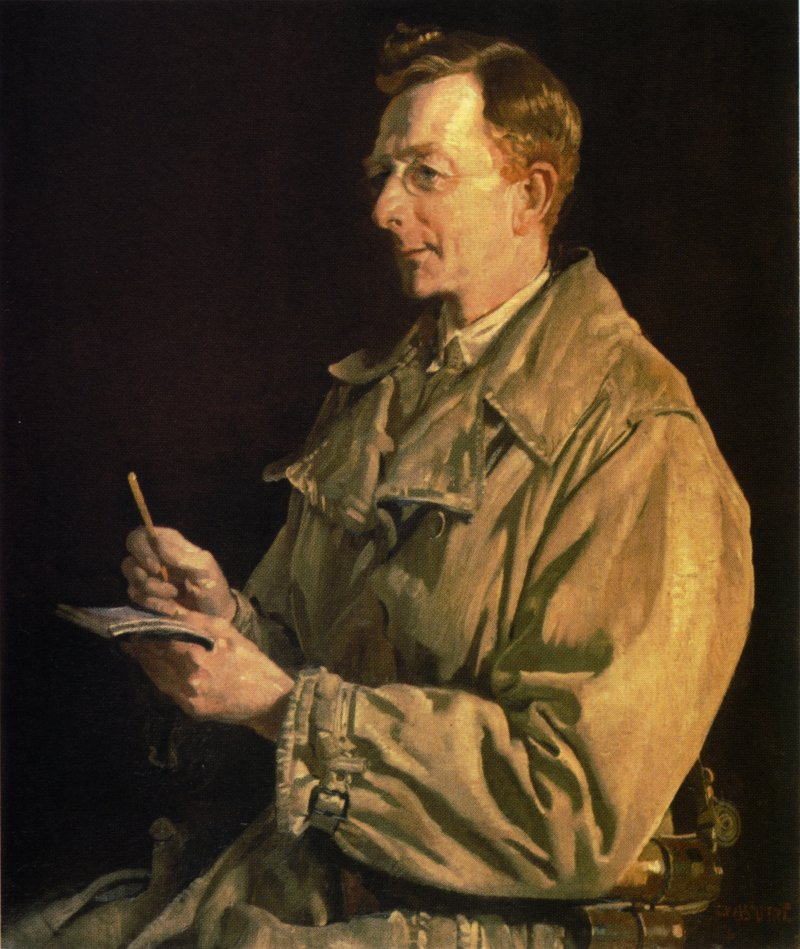
Charles Bean
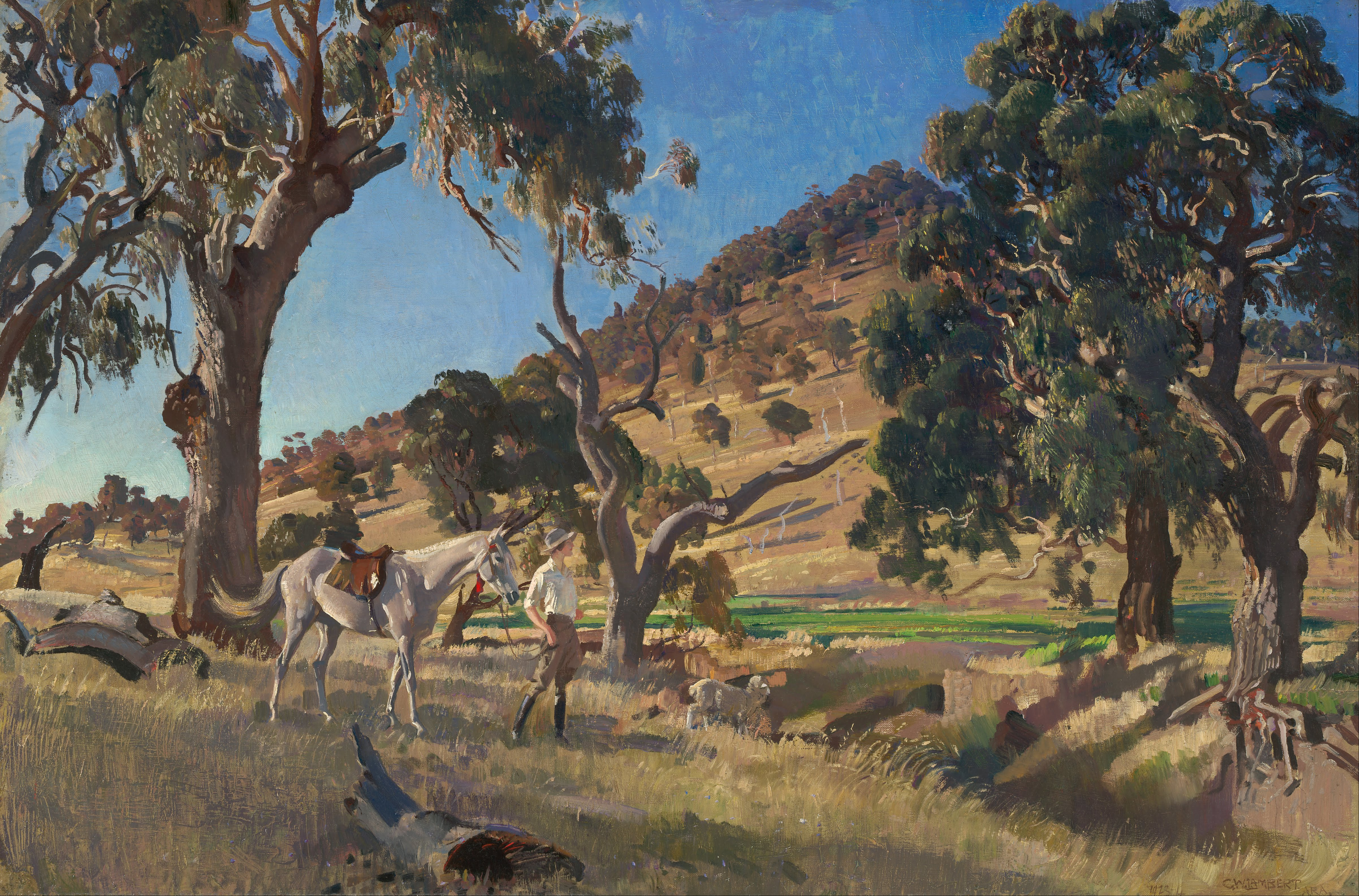
The Squatter's Daughter (Squaterova dcera)
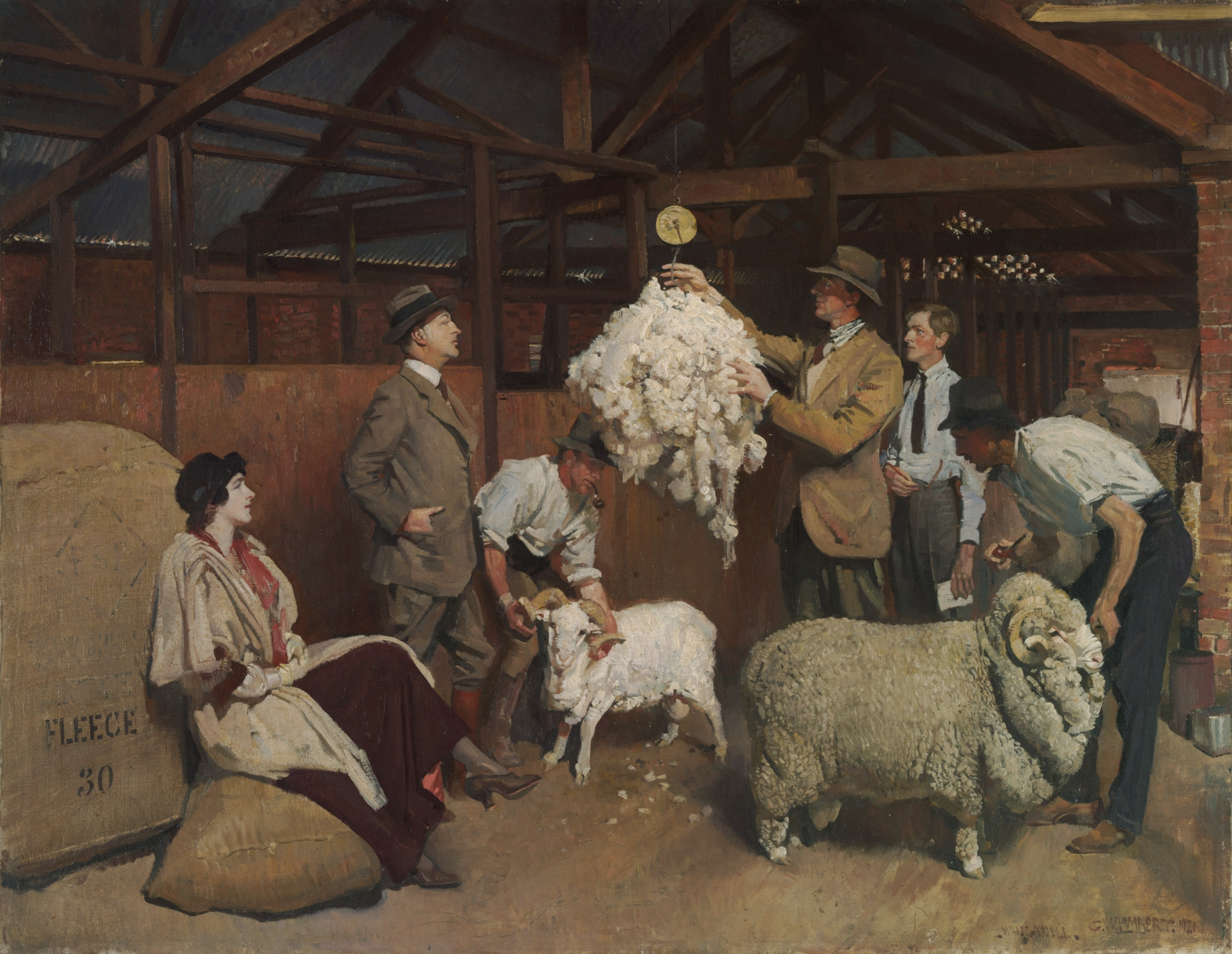
Weighing the Fleece (Vážení rouna)
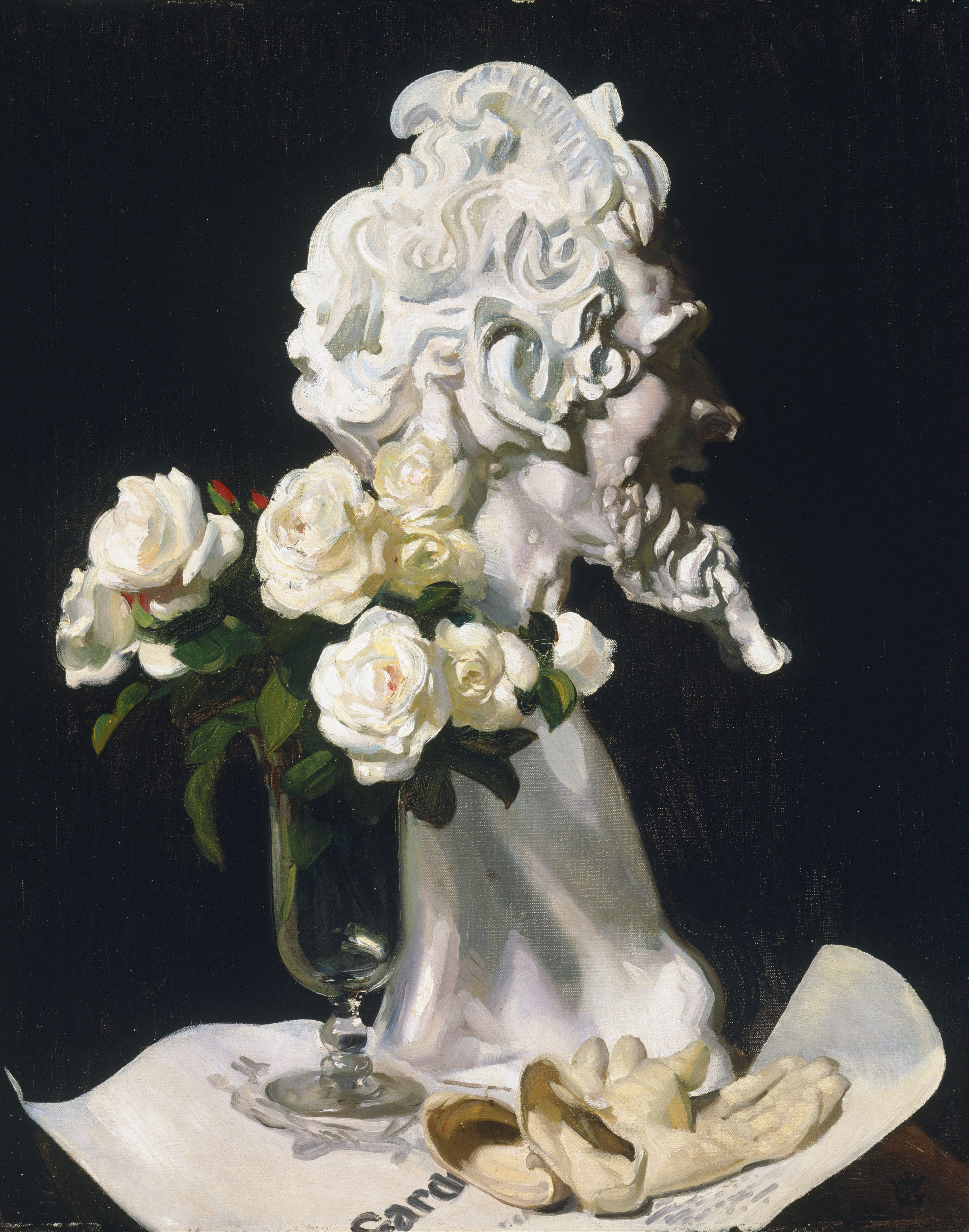
Pan Is Dead (Still Life)